# HD 14412
HD 14412 — звезда в созвездии Печи на расстоянии 41 светового года от Земли.
HD 14412 — жёлтый карлик главной последовательности спектрального класса G8V. Звезда несколько менее массивна, чем Солнце, и имеет чуть меньшую светимость, но в целом весьма похожа на Солнце. Температура фотосферы звезды оценивается около 5368 К.